# 인천 나들목
인천 나들목(Incheon IC)은 인천광역시 미추홀구 용현2동과 용현5동에 걸쳐 설치된 인천대로의 교차로이자 과거 경인고속도로의 기점이었다. 접속 도로와 평면 교차로를 이루고 있으며, 나들목 진출입로는 중구 신흥동3가와 접하고 있다. 인항로와 직결되며, 아암대로를 통해 제2경인고속도로 본선 구간의 기점인 능해 나들목과 간접 연결되고, 인항로를 통해 수도권제2순환고속도로 인천항사거리와 간접 연결된다. 2017년 12월 1일 경인고속도로 노선 단축으로 고속도로 지정에서 해제되었다.

## 연혁
- 1969년 7월 21일 : 경인고속도로 가좌 나들목 ~ 인천항(인천 나들목) 구간 개통에 따라 영업 개시
- 2017년 12월 1일 : 경인고속도로 인천 ~ 서인천 구간 단축으로 고속도로 지정 해제[1] 및 도로관리권을 인천광역시로 이관[2]

## 구조물 정보
- 위치: 인천광역시 미추홀구 용현2동, 용현5동

## 접속하는 도로
- 아암대로 (국도 제77호선, 국가지원지방도 제84호선, 국가지원지방도 제98호선)
- 인항로
- 간접 연결 : 110호선 제2경인고속도로 본선 구간 (능해 나들목(제2경인시점 교차로) 이용), 400호선 수도권제2순환고속도로 (인천항사거리 이용)
- 고속종점지하차도